# Episodi de Il comandante Florent
Gli episodi della serie televisiva Il comandante Florent sono andati in onda per la prima volta in Francia tra il 1996 e il 2008 su TF1, mentre in Italia sono stati trasmessi su Rete4 dal 2005 al 2008.
| Stagione | Titolo originale                 | Titolo italiano           | Prima TV Francia  | Prima TV Italia |
| -------- | -------------------------------- | ------------------------- | ----------------- | --------------- |
| Pilota   | Lola Lola                        | Lola Lola                 | 21 novembre 1996  | 23 marzo 2005   |
| 1        | La grotte                        | La grotta                 | 9 ottobre 1997    |                 |
| 1        | Pirates de la route              | Pirati della strada       | 30 ottobre 1997   |                 |
| 1        | Mémoire perdue                   | Uomo senza memoria        | 5 marzo 1998      |                 |
| 1        | Double détente                   | Caccia grossa             | 9 aprile 1998     |                 |
| 2        | Brûlé vif                        | Il piromane               | 15 ottobre 1998   |                 |
| 2        | Balle perdue                     | Pallottole vaganti        | 12 novembre 1998  |                 |
| 2        | Une ombre au tableau             | Un'ombra dal passato      | 11 marzo 1999     |                 |
| 2        | Mort en eaux troubles            | Il rapimento              | 15 aprile 1999    |                 |
| 3        | Bébés volés                      | Bambini rubati            | 7 ottobre 1999    |                 |
| 3        | Coupable idéal                   | Il colpevole ideale       | 4 novembre 1999   |                 |
| 3        | La femme battue                  | Un uomo violento          | 2 marzo 2000      |                 |
| 3        | Son et lumière                   | Suono e luce              | 18 maggio 2000    |                 |
| 3        | Mort clinique                    | Morte clinica             | 7 settembre 2000  |                 |
| 4        | Samedi soir                      | Sabato sera               | 19 ottobre 2000   |                 |
| 4        | Double vue                       | Il cartomante             | 25 gennaio 2001   |                 |
| 4        | Perfide Albion                   | Traffici internazionali   | 19 aprile 2001    |                 |
| 4        | Trafic de clandestins            | Traffico di clandestini   | 28 giugno 2001    |                 |
| 5        | À cœur perdu                     | Un cuore perduto          | 11 ottobre 2001   |                 |
| 5        | Portrait d'un tueur              | Ritratto di un assassino  | 18 aprile 2002    |                 |
| 5        | Poids lourds                     | Mezzi pesanti             | 27 giugno 2002    |                 |
| 5        | Mort programmée                  | Morte programmata         | 23 gennaio 2003   |                 |
| 6        | Secret de famille                | Segreto di famiglia       | 24 ottobre 2002   |                 |
| 6        | Droit de garde                   | Rapimento e riscatto      | 29 maggio 2003    |                 |
| 6        | Double cœur                      | Doppio gioco              | 23 ottobre 2003   |                 |
| 6        | Piège en eau douce               | Trappola in acqua         | 12 febbraio 2004  |                 |
| 7        | Femme d'occasion                 | Donne d'occasione         | 1 aprile 2004     |                 |
| 7        | Mortelle cavale                  | Fuga mortale              | 13 maggio 2004    |                 |
| 8        | Complicité de viol               | Vendetta privata          | 30 settembre 2004 |                 |
| 8        | Les liens du sang                | Legami di sangue          | 28 aprile 2005    |                 |
| 9        | Sans mobile apparent             | Senza un motivo apparente |                   |                 |
| 9        | Un homme peut en cacher un autre | Doppia identità           |                   |                 |
| 9        | Violences conjugales             | Violenze coniugali        |                   |                 |
| 10       | Ultime thérapie                  | Terapia terminale         |                   |                 |
| 10       | Une erreur de jeunesse           | Errore di gioventù        |                   |                 |
| 11       | Une journée d'enfer              | Una giornata infernale    |                   |                 |
| 11       | L'ange noir                      | L'angelo nero             | 13 marzo 2008     | 20 aprile 2008  |